# Essai d'usure d'un enduit de marquage routier
L’essai d'usure d'un enduit de marquage routier est un essai de laboratoire qui permet de caractériser la résistance à l’usure du produit.

## Descriptif de l’essai[1]
Le principe de l'appareil utilisé a été défini par Tröger.
L'essai est réalisé à une température de – 10 °C.
L'usure est produite par un canon à aiguilles à air comprimé. Durant l'essai, de l'air à – 10 °C est soufflé en continu sur toute la surface de l'échantillon du produit.
La masse de matériau retiré par abrasion est enregistrée par pesée de l'échantillon pour essai avant et après l'essai. On calcule ensuite la perte de volume.